# Gia Coppola

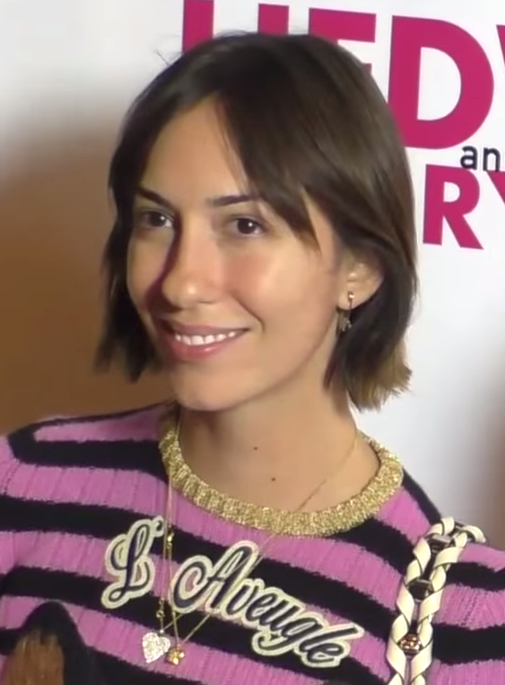
Gia Coppola (2016)

Gian-Carla „Gia“ Coppola (* 1. Januar 1987 in Los Angeles, Kalifornien) ist eine US-amerikanische Filmregisseurin und Drehbuchautorin.

## Leben
Gia Coppola wurde als Tochter von Gian-Carlo Coppola, dem Sohn von Francis Ford Coppola, und Jacqui De La Fontaine geboren. Ihr Vater kam während der Schwangerschaft ihrer Mutter bei einem von Griffin O’Neal verursachten Bootsunfall ums Leben. Sie wuchs in Los Angeles auf, wo sie das Center for Early Education und die Archer School for Girls besuchte. Am Bard College im Bundesstaat New York studierte sie Fotografie. Nach Abschluss des Studiums kehrte sie nach Los Angeles zurück.
2013 gab sie mit dem Film Palo Alto, zu dem sie auch das Drehbuch schrieb, ihr Langspielfilmdebüt. Der Film basiert auf der gleichnamigen Sammlung von Kurzgeschichten des Schauspielers und Autors James Franco, der neben Emma Roberts und Jack Kilmer auch eine Hauptrolle übernahm. Der Film lief 2013 am Telluride Film Festival, am Toronto International Film Festival und bei den 70. Internationalen Filmfestspielen von Venedig in der Sektion Orizzonti.
Ihr zweiter Langspielfilm Mainstream mit Andrew Garfield, Maya Hawke und Jason Schwartzman wurde 2020 zu den 77. Internationalen Filmfestspielen von Venedig in die Sektion Orizzonti eingeladen. Ihr Filmdrama The Last Showgirl mit Pamela Anderson und Kiernan Shipka wurde beim Toronto International Film Festival 2024 uraufgeführt.
Im Sommer 2025 wurde Coppola Mitglied der Academy of Motion Picture Arts and Sciences.

## Filmografie (Auswahl)
- 2010: Non Plus One (Kurzfilm)
- 2012: Casino Moon (Kurzfilm)
- 2013: Palo Alto (Regie und Drehbuch)
- 2014: Blood Orange: You’re Not Good Enough (Kurzfilm)
- 2015: Strange Love (Kurzfilm)
- 2015: Carly Rae Jepsen: Your Type (Kurzfilm)
- 2017: Carly Rae Jepsen: Cut to the Feeling (Kurzfilm)
- 2018: Love Advent (Fernsehserie, eine Episode)
- 2020: Mainstream (Regie, Drehbuch und Produktion)
- 2022: The Seven Faces of Jane
- 2024: The Last Showgirl